# Чорноморський регіон (Туреччина)
Чорноморський регіон Туреччини (тур. Karadeniz Bölgesi) — один з семи географічних районів Туреччини.

## Населення
Населення регіону за даними перепису 2000 року становило 8439213 осіб, з яких 4137166 людей живуть у містах і 4301747 чоловік у селах. Цей регіон був єдиним в Туреччині, в якому більше населення жило в сільських районах, ніж у містах. Темп приросту населення становить 3,65%, це найнижчий показник з усіх регіонів Туреччини.
| Туреччина | Це незавершена стаття з географії Туреччини. Ви можете допомогти проєкту, виправивши або дописавши її. |